# Nexans

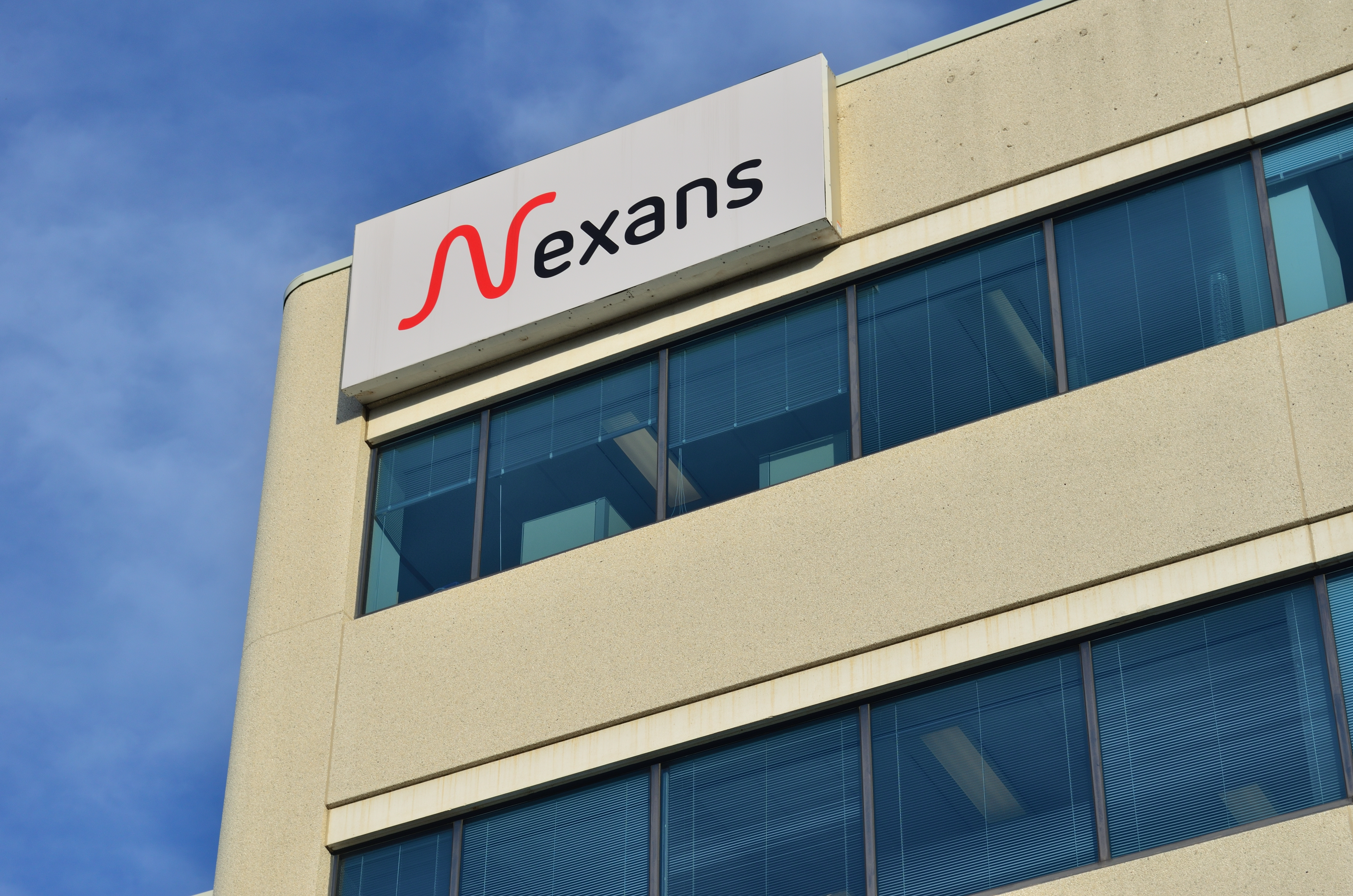
Nexans Canada

Nexans mit Sitz in Paris ist ein börsennotierter Kabelhersteller der über Fertigungsstätten in 41 Ländern verfügt und Geschäftsaktivitäten in der ganzen Welt betreibt. Das Unternehmen beschäftigt etwa 28.500 Mitarbeiter und erzielte 2023 einen Umsatz von etwa 6,5 Milliarden Euro. Nexans gehört zu den drei größten Kabelherstellern weltweit.

## Geschichte

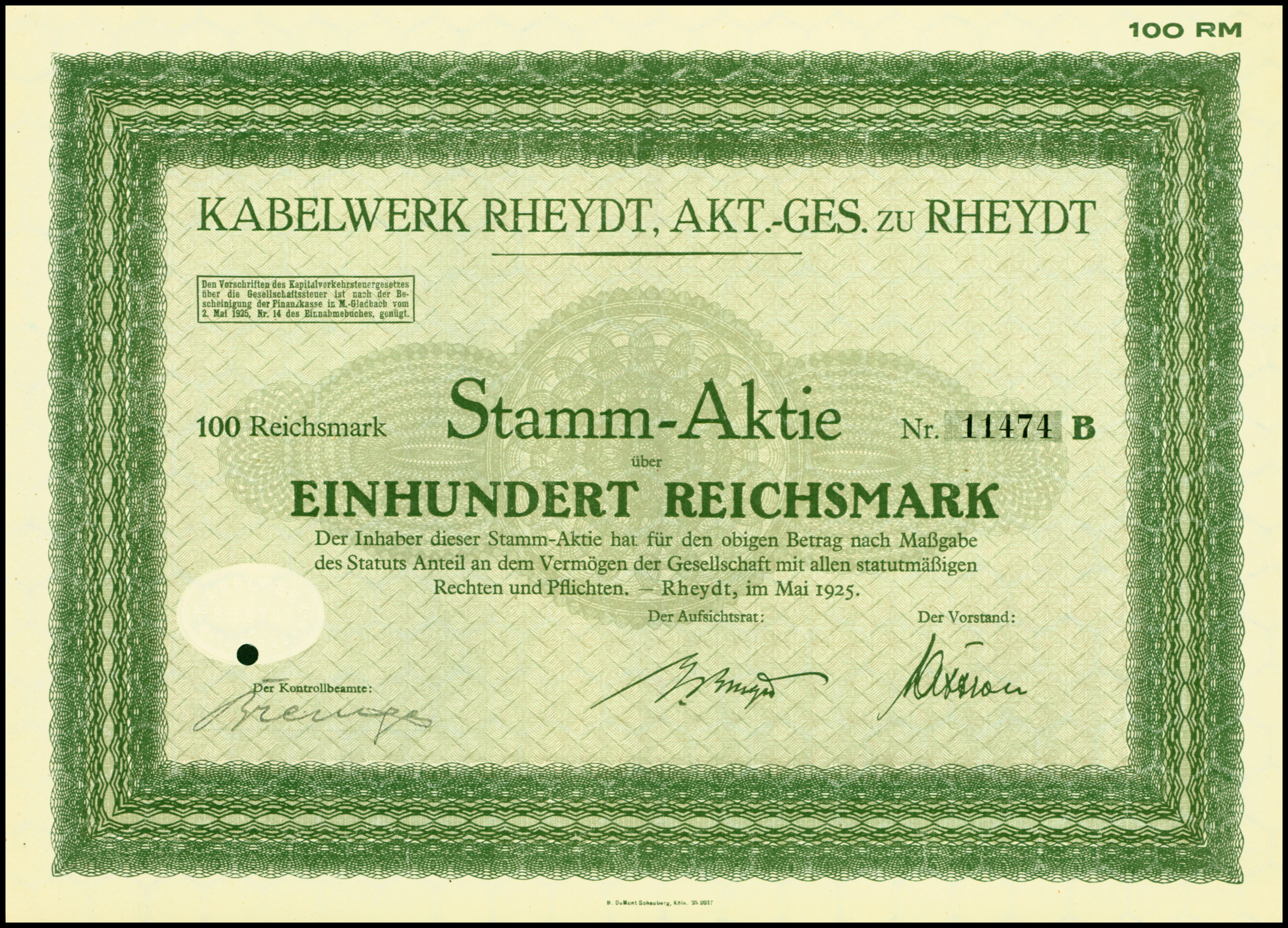
Aktie über 100 RM der Kabelwerk Rheydt AG vom Mai 1925

Das Unternehmen wurde 1897 in Lyon als Société Française des Câbles Électriques, système Berthoud, Borel et Compagnie gegründet. Im Jahr 1912 übernahm die Compagnie Générale d'Électricité (CGE) die Kabelwerke und benannte sie 1917 in Compagnie Générale des Câbles de Lyon um. Letztere wurde 1925 in den Konzern als eigene Divisionstochter eingegliedert.
CGE übernahm 1966 Alcatel und nahm deren Namen an.
Alcatel benannte seine Kabelsparte in Nexans um, gliederte sie aus und brachte sie 2001 an die Börse.
Von 2007 bis 2009 wurden Tochtergesellschaften in Polen, Tschechien und der Slowakei gegründet.
Am 2. April 2014 belegte die Europäische Kommission in einem Verfahren wegen eines Kartells für Hochspannungs-Energiekabel (Erdkabel und Unterwasserkabel) 11 Hersteller mit Geldbußen von insgesamt knapp 302 Mio. Euro. Nexans erhielt eine Geldbuße von 70,67 Mio. Euro.

## Nexans Deutschland

Nexans-Werbestand in Hof

Am Standort Rheydt werden bereits seit 1884 Kabel hergestellt, ab 28. Februar 1898 unter dem Namen Kabelwerk Rheydt Aktiengesellschaft.
Diese erwarb 1935 und 1936 die Mehrheit an den Deutschen Kabelwerken mit Sitz in Berlin-Friedrichshain. Das Unternehmen produzierte Kabel, blankes und isoliertes Leitungsmaterial und Zubehörteile für die gesamte Elektrotechnik.
Kabel Rheydt und Kabelmetal Electro Hannover schlossen sich 1992 zusammen.
Neben den Werken in Mönchengladbach und Hannover, welches Ende 2019 geschlossen wurde, gibt es Produktionsstandorte in Nürnberg, Hof, Bramsche, Hürth und Neunburg vorm Wald, die teilweise Tochtergesellschaften zugeordnet sind; so fällt der Standort in Hürth unter die Nexans SuperConductors GmbH. Die Nexans Power Accessories GmbH mit Sitz in Hof ist ein Zusammenschluss aus der GPH GmbH und der Euromold GmbH.
Im Jahr 2019 wurde berichtet, dass weitere Stellen in den deutschen Filialen gestrichen werden sollen, verbunden mit einer Verlegung der Firmenzentrale.

## Nexans Schweiz
Die 1879 gegründete Câbles Cortaillod wurde 1997 von Alcatel gekauft und ist im 21. Jahrhundert als Nexans Suisse SA die bedeutendste Firma in Cortaillod.